# Rödental

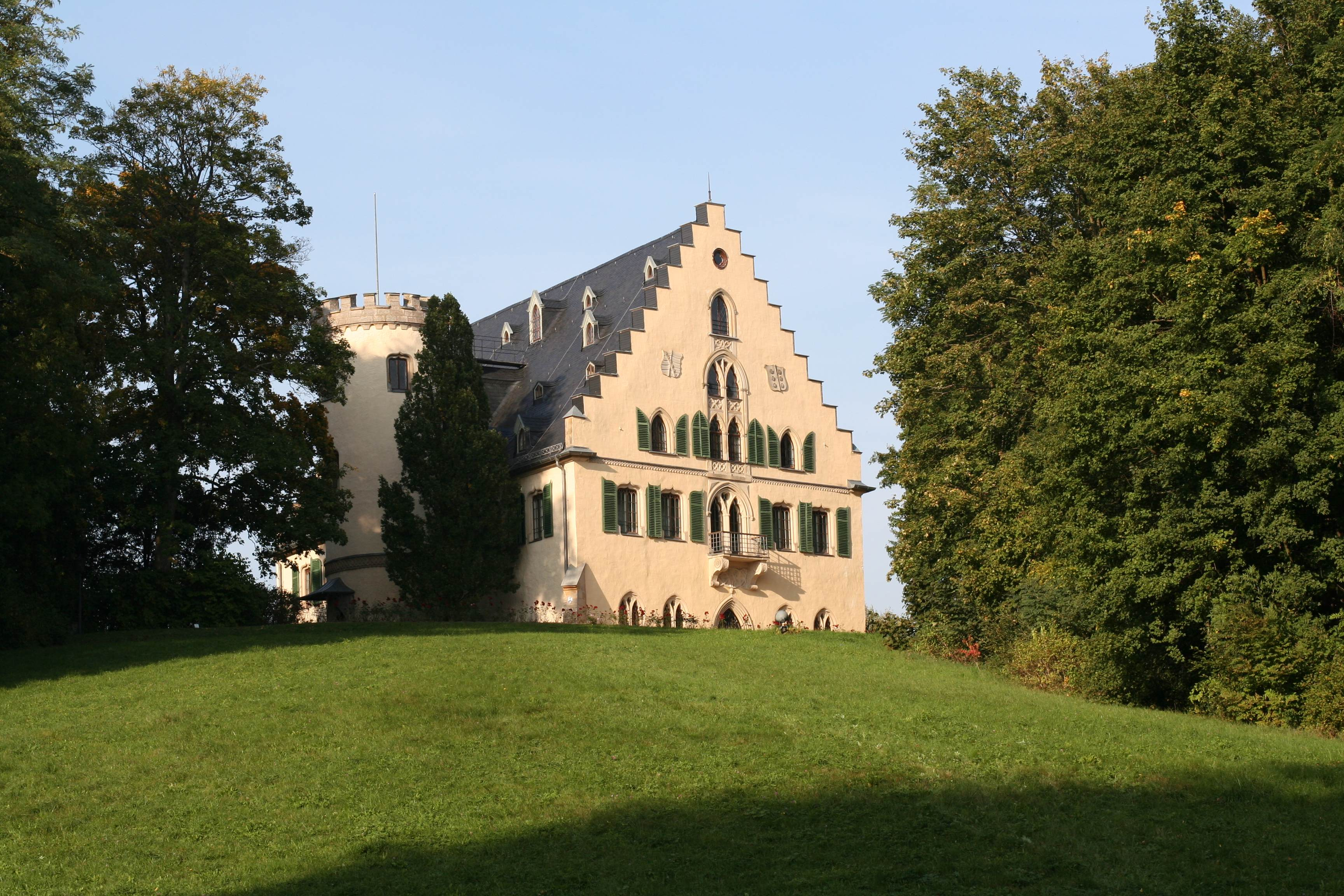
Schloss Rosenau

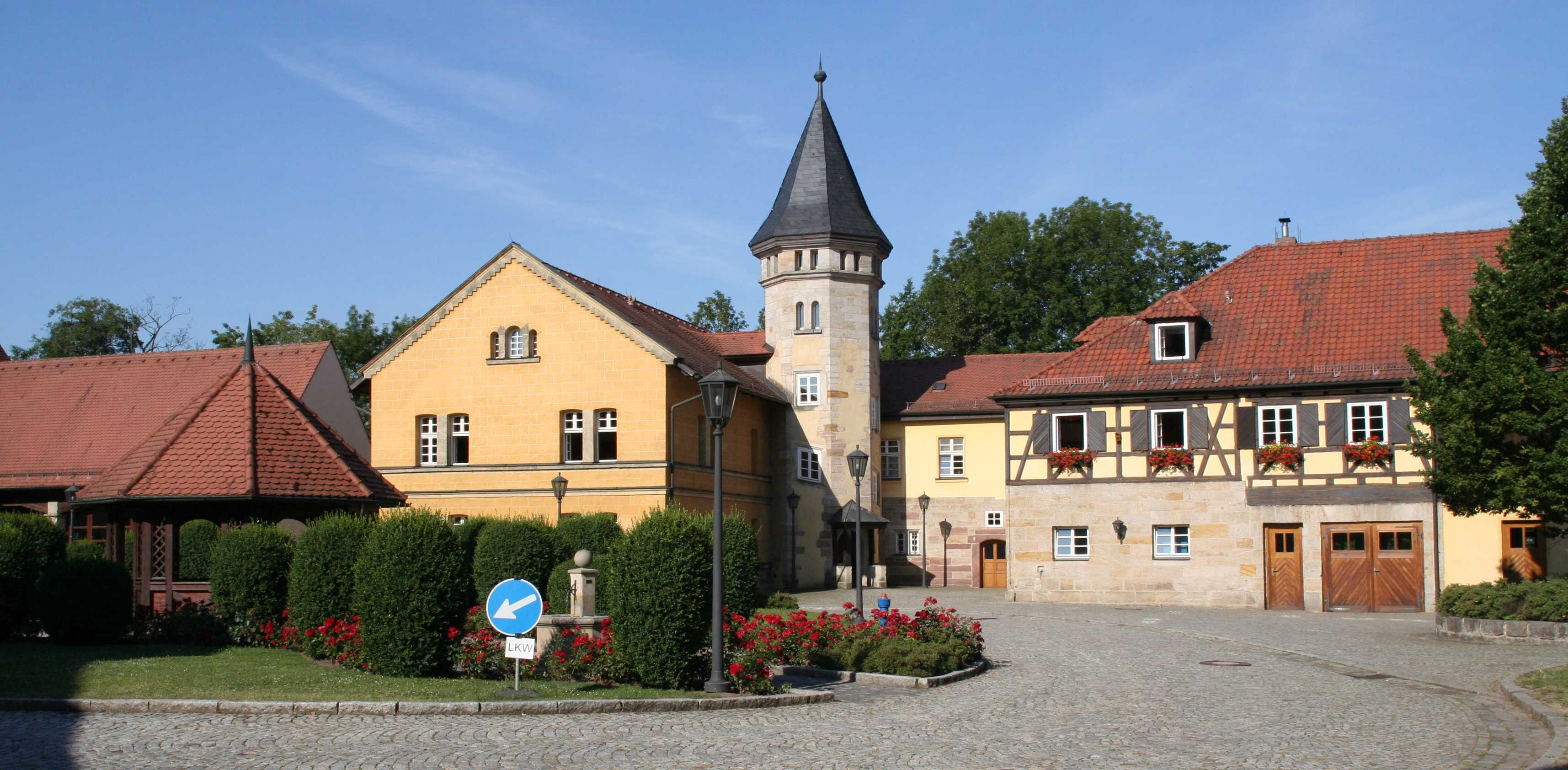
Domäne Oeslau

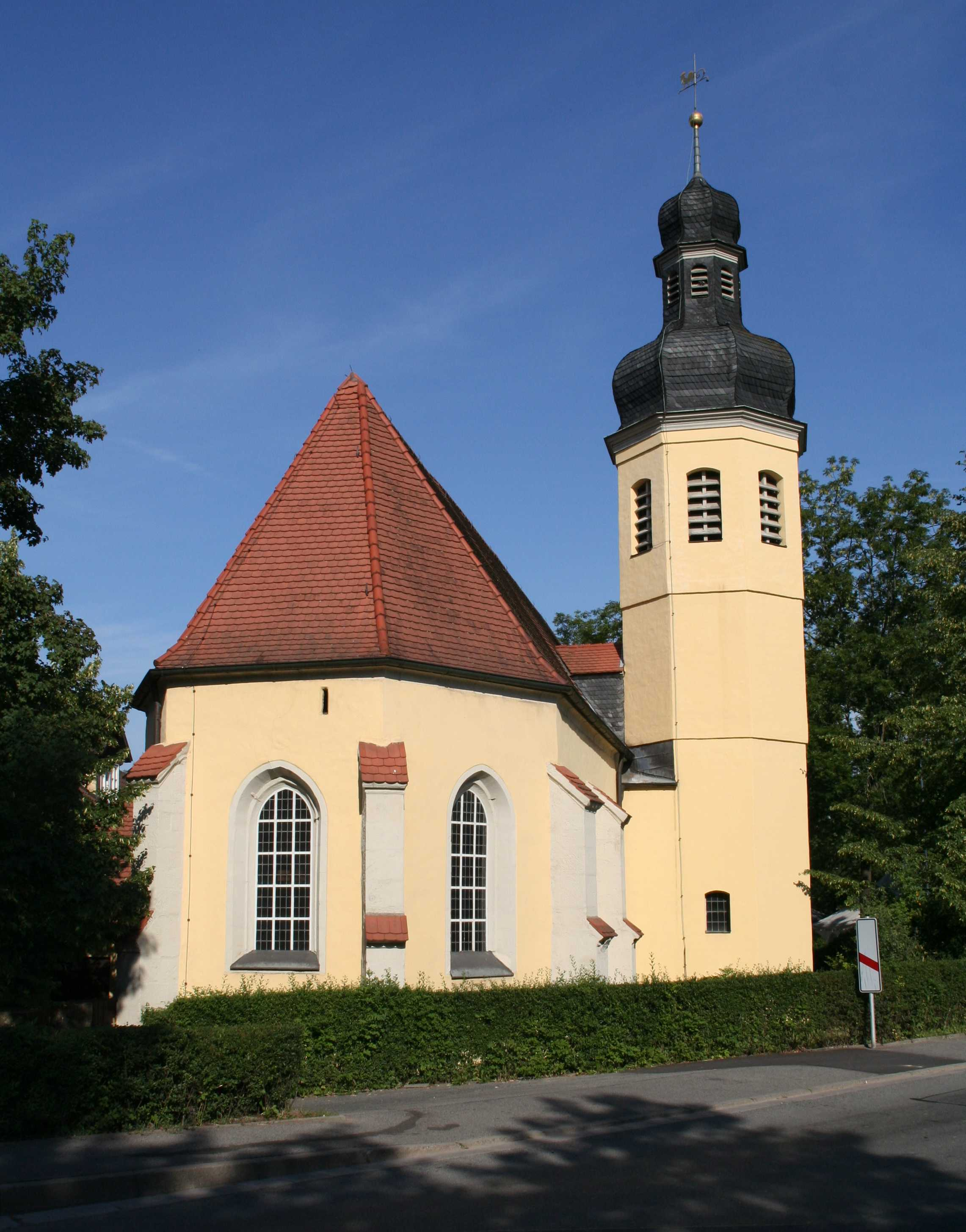
St.-Johannis-Kirche Oeslau

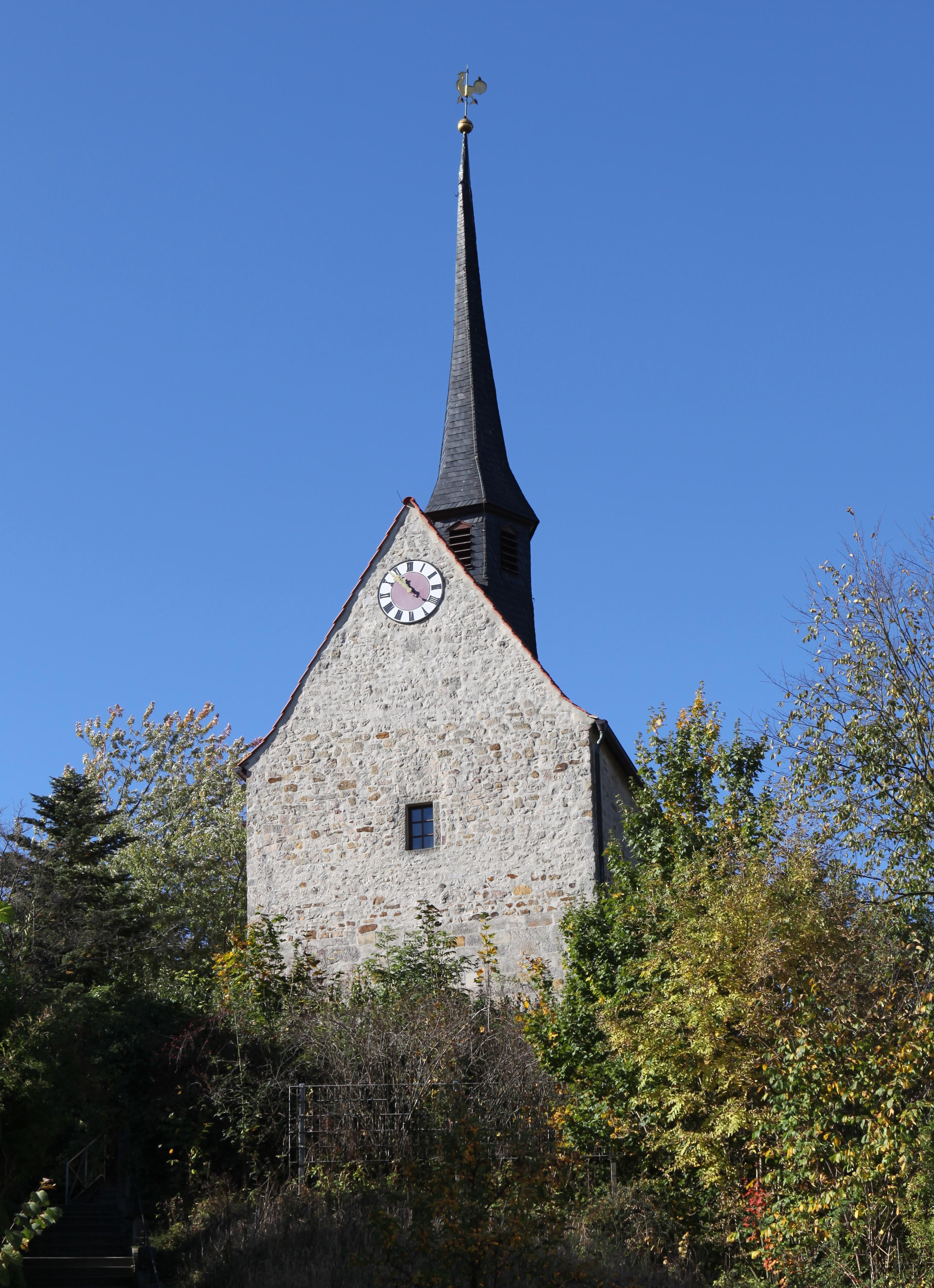
St. Marien Einberg

Rödental ist eine Stadt im oberfränkischen Landkreis Coburg mit rund 13.000 Einwohnern und liegt zirka sieben Kilometer nordöstlich vom Stadtzentrum Coburgs an der Bayerischen Porzellanstraße.

## Geografie

### Lage
Die oberfränkische Stadt liegt im Norden Bayerns. Sie grenzt zum Teil an den Freistaat Thüringen und war von 1945 bis 1990 Grenzgebiet. Die Kommune liegt in den Ausläufern des Thüringer Waldes und hat bereits einen deutlichen Mittelgebirgscharakter (306–506 m ü. NHN). Dies wird durch mehrere kleinere Berge wie etwa den Weinberg, den Deutersberg, den Kulm oder den Mahnberg deutlich. Bis auf Rodungsflächen wird das Gebiet von ausgedehnten Laubwäldern geprägt; in den letzten Jahrhunderten wurden im Rahmen einer intensivierten Forstwirtschaft auch größere Fichten- und Kiefernpflanzungen angelegt.
Die Siedlungsgebiete erstrecken sich zum Großteil an den Flussläufen von Itz und Röden. Die Itz fließt vom Norden der Stadt (Schönstädtspeicher) kommend an Schloss Rosenau vorbei in Richtung Oeslau und schließlich nach Coburg. Die Röden kommt aus Neustadt und fließt in Rödental der Reihe nach durch Mönchröden, Einberg und Oeslau und mündet in der Nähe der Stadtgrenze Rödentals in Richtung Coburg in die Itz. Die Röden, welche auch auf dem Wappen der Stadt zu sehen ist, hat den Namen Rödentals geprägt.
Aufgrund markanter Felspartien (wie etwa der Teufelskanzel) und Schluchten wird der Einberger Wald im gleichnamigen Gemeindeteil auch als Einberger Schweiz bezeichnet.

### Gemeindegliederung
Das Bayerische Landesamt nennt 23 amtlich benannte Gemeindeteile (in Klammern ist der Siedlungstyp angegeben):
- Alexandrinenthal (Fabrik)[Anmerkung 1]
- Blumenrod (Dorf)
- Einberg (Pfarrdorf)
- Fischbach (Dorf)
- Fornbach (Dorf)
- Gereuth (Gut)[Anmerkung 1]
- Gnailes (Weiler)
- Kipfendorf (Dorf)
- Mittelberg (Dorf)
- Mönchröden (Pfarrdorf)
- Oberwohlsbach (Dorf)
- Oeslau (Pfarrdorf)
- Rosenau (Weiler)
- Rothenhof (Dorf)
- Schönstädt (Dorf)
- Spittelstein (Dorf)
- Taimbach (Forsthaus)
- Theißenstein (Weiler)
- Thierach (Dorf)
- Unterwohlsbach (Dorf)
- Waldsachsen (Dorf)
- Waltersdorf (Dorf)
- Weißenbrunn vorm Wald (Pfarrdorf)

Im Stadtzentrum auf dem Bürgerplatz vor dem Rathaus steht ein Brunnen, der die 16 von der Stadt definierten Stadtteile aufführt:
Oeslau, Mönchröden und Einberg bilden das Stadtzentrum, welches teilweise bzw. gebietsweise auch Rödental Mitte genannt wird. Im Südosten liegen die Gemeindeteile Rothenhof, Kipfendorf und Blumenrod. Im Süden liegen Spittelstein und Waldsachsen. Im Westen Oberwohlsbach und Unterwohlsbach. Im Norden liegen der Reihe nach Waltersdorf, Mittelberg, Fischbach, Fornbach, Schönstädt und Weißenbrunn vorm Wald. Die letztgenannten Gemeindeteile werden auch heute noch teilweise vom Volksmund (zusammengehörig) als Froschgrund bezeichnet.
Thierach war ein Gemeindeteil von Kipfendorf sowie Theißenstein von Spittelstein. Heute sind es amtlich benannte Gemeindeteile Rödentals, werden aber von der Stadt nicht als Stadtteil geführt, da sie den früheren Gemeinden zugerechnet werden.

### Nachbargemeinden
Nachbargemeinden sind im Uhrzeigersinn: Schalkau, Frankenblick, Neustadt bei Coburg, Ebersdorf, Coburg, Dörfles-Esbach und Lautertal. Rödental ist nach Einwohnerzahl die zweitgrößte Stadt bzw. Gemeinde des Landkreises Coburg.

### Klima
Das Klima Rödentals ist durch die Lage zwischen dem oberen Maintal im Süden und dem Thüringer Wald im Norden gekennzeichnet. Zusätzlich wird es durch die Tallage beeinflusst. Die Sommer sind verhältnismäßig warm, milde Winter verhindert dagegen die Nähe zum Thüringer Wald.
Die Jahresmitteltemperatur liegt bei etwa 8,9 °C, die mittlere Tagestemperatur beträgt im Januar −1,4 °C und im Juli 17,2 °C. Im Mittel gibt es pro Jahr fünf heiße Tage, 36 Sommertage und 28 Eistage. Pro Jahr fallen, relativ gleichmäßig über die Monate verteilt, durchschnittlich 747 mm Niederschlag. Maxima gibt es im Juni mit 82 mm und im Dezember mit 73 mm. Niederschlag über 1,0 mm gibt es im Schnitt an jedem dritten Tag.
|                       | Jan | Feb | Mär | Apr | Mai | Jun | Jul | Aug | Sep | Okt | Nov | Dez |   |      |
| Mittl. Tagesmax. (°C) | 1   | 3   | 8   | 13  | 18  | 21  | 23  | 22  | 19  | 13  | 6   | 2   | ⌀ | 12,5 |
| Mittl. Tagesmin. (°C) | −4  | −3  | 0   | 3   | 7   | 10  | 12  | 12  | 9   | 5   | 1   | −2  | ⌀ | 4,2  |
|                       |     |     |     |     |     |     |     |     |     |     |     |     |   |      |
| Niederschlag (mm)     | 57  | 47  | 54  | 55  | 67  | 82  | 66  | 74  | 58  | 52  | 62  | 73  | Σ | 747  |
|                       |     |     |     |     |     |     |     |     |     |     |     |     |   |      |
| Sonnenstunden (h/d)   | 1,3 | 2,4 | 3,6 | 5,1 | 6,7 | 6,8 | 7,1 | 6,6 | 5,0 | 3,5 | 1,5 | 1,2 | ⌀ | 4,2  |
|                       |     |     |     |     |     |     |     |     |     |     |     |     |   |      |
| Regentage (d)         | 16  | 15  | 12  | 12  | 13  | 14  | 14  | 13  | 12  | 13  | 14  | 15  | Σ | 163  |
|                       |     |     |     |     |     |     |     |     |     |     |     |     |   |      |
| Luftfeuchtigkeit (%)  | 87  | 82  | 78  | 72  | 70  | 71  | 71  | 74  | 80  | 83  | 87  | 87  | ⌀ | 78,5 |

| −4 |

| −3 |

| 0 |

| 3 |

| 7 |

| 10 |

| 12 |

| 12 |

| 9 |

| 5 |

| 1 |

| −2 |

| −4 |

| −3 |

| 0 |

| 3 |

| 7 |

| 10 |

| 12 |

| 12 |

| 9 |

| 5 |

| 1 |

| −2 |

## Geschichte
Die Gemeinde Rödental entstand, als am 1. Januar 1971 Einberg, Kipfendorf, Mönchröden, Oeslau, Rothenhof und Unterwohlsbach im Rahmen der Gebietsreform zusammengeschlossen wurden. Rödental ist somit eine noch recht junge Stadt, die 2021 ihr 50-jähriges Bestehen feiert, jedoch können einige Gemeindeteile auf eine bis zu 1000-jährige Geschichte zurückblicken, die die früheren einzelnen Gemeinden und somit auch das heutige Rödental geprägt hat.
In den folgenden Jahrzehnten nach der Gründung entstand das neue Zentrum Rödental-Mitte mit diversen zentralen Einrichtungen der Großgemeinde. So wurden unter anderem 1972 ein Hallenbad (Renovierung 2011), 1973 ein Feuerwehrhaus, 1977 das Rathaus und 1978 die Franz-Goebel-Halle, eine Mehrfachhalle für Schul- und Vereinssport, eingeweiht. Alle diese Gebäude, sowie unter anderem auch die Post, verschiedene Banken oder das Stadtcafé, befinden sich am oder in der Nähe des Bürgerplatzes, dem zentralen Punkt der Stadt. Des Weiteren entwickelte sich die Stadt über die Jahre durch zahlreiche Gewerbeansiedlungen und dem Ausbau zahlreicher Angebote der Grundversorgung.
Teile des Rathauses wurden mittlerweile renoviert und Anfang 2018 eingeweiht.
Am 23. September 1988 erhielt Rödental die Stadtrechte.

## Eingemeindungen
Liste der ehemaligen Gemeinden und gemeindefreien Gebiete:
| Ehemalige Gemeinde/ Gemeindefreies Gebiet | Einw. (1970) | Datum Eingemeindung | Anmerkung                                                                |
| ----------------------------------------- | ------------ | ------------------- | ------------------------------------------------------------------------ |
| Blumenrod                                 | 148          | 1. Januar 1969      | Zusammenschluss mit Spittelstein zu Steinrod                             |
| Einberg                                   | 1569         | 1. Januar 1971      |                                                                          |
| Fischbach                                 | 139          | 1. Januar 1971      | Zusammenschluss mit fünf weiteren Gemeinden zu Froschgrund               |
| Fornbach                                  | 69           | 1. Januar 1971      | mit Taimbach, Zusammenschluss mit fünf weiteren Gemeinden zu Froschgrund |
| Froschgrund                               | 1085         | 1. Mai 1978         |                                                                          |
| Kipfendorf                                | 269          | 1. Januar 1971      | mit Thierach                                                             |
| Lauterburg                                | -            | 1. Januar 1980      | gemeindefreies Gebiet (210,13 ha)                                        |
| Mittelberg                                | 313          | 1. Januar 1971      | Zusammenschluss mit fünf weiteren Gemeinden zu Froschgrund               |
| Mönchröden                                | 2521         | 1. Januar 1971      | mit Alexandrinenthal und Gnailes                                         |
| Mönchrödener Forst                        | -            | 1. Januar 1974      | gemeindefreies Gebiet                                                    |
| Oberwohlsbach                             | 356          | 1. Januar 1972      | mit Lauterburg                                                           |
| Oeslau                                    | 4509         | 1. Januar 1971      |                                                                          |
| Rothenhof                                 | 385          | 1. Januar 1971      |                                                                          |
| Schönstädt                                | 89           | 1. Januar 1971      | Zusammenschluss mit fünf weiteren Gemeinden zu Froschgrund               |
| Spittelstein                              | 165          | 1. Januar 1969      | mit Theißenstein, Zusammenschluss mit Blumenrod zu Steinrod              |
| Steinrod                                  | 356          | 1. Januar 1977      |                                                                          |
| Unterwohlsbach                            | 332          | 1. Januar 1971      | mit Rosenau                                                              |
| Waldsachsen                               | 446          | 1. Juli 1971        |                                                                          |
| Waltersdorf                               | 120          | 1. Januar 1971      | mit Gereuth, Zusammenschluss mit fünf weiteren Gemeinden zu Froschgrund  |
| Weißenbrunn vorm Wald                     | 355          | 1. Januar 1971      | Zusammenschluss mit fünf weiteren Gemeinden zu Froschgrund               |

Der abgegangene Ort Schafhausen lag auf der Gemarkung von Mönchröden.

## Einwohnerentwicklung
Im Zeitraum 1988 bis 2018 wuchs die Stadt von 12.113 auf 13.107 um 994 Einwohner bzw. um 8,2 %. Ein Höchststand wurde am 31. Dezember 1997 mit 13.982 Einwohnern erreicht.
| Jahr | Einwohner |
| ---- | --------- |
| 1950 | 9.775     |
| 1961 | 10.925    |
| 1970 | 11.868    |
| 1991 | 13.066    |
| 1995 | 13.703    |
| 2000 | 13.884    |
| 2005 | 13.799    |
| 2010 | 13.191    |
| 2015 | 13.068    |
| 2018 | 13.107    |
| 2019 | 13.169    |

Anmerkung
- Die Einwohnerzahlen beziehen sich das Gemeindegebiet von 2011.
- Mönchröden verdoppelte seine Einwohnerzahl im Zeitraum von 1950 bis 2010 von 2200 auf 4400.[12]

## Politik

### Stadtrat
Folgende Parteien sind für die Periode 2020–2026 im Stadtrat vertreten:
- CSU: 5 Sitze
- GRÜNE: 4 Sitze
- AfD: 1 Sitz
- SPD: 4 Sitze
- Freie Wähler: 10 Sitze[14]

### Bürgermeister
Am 17. Januar 1971 wurde Ferdinand Fischer (* 1918 in Oeslau), zuvor Bürgermeister von Oeslau, zum Ersten Bürgermeister der Gemeinde Rödental gewählt. Fischer war zudem stellvertretender Landrat. Ihm folgte 1984 Gerhard Preß (CSU), der 30 Jahre lang im Amt war. 2014 wurde Marco Steiner (Freie Wähler) gewählt und bei der Kommunalwahl in Bayern 2020 deutlich im Amt bestätigt.

### Wappen
| Wappen Gde. Rödental | Blasonierung: „Gespalten von Silber und Gold durch eine eingeschweifte blaue Spitze, darin drei (2,1) silberne Mondsicheln, zu-, abnehmend und schwebend, vorne pfahlweise drei schwarzbebutzte, silberbespitzte, rote Rosen, hinten ein erniedrigter, roter Wellenbalken, überdeckt von einem wachsenden, schwarzen Abtstab.“ |
| Wappen Gde. Rödental | Wappenbegründung: Das Wappen der Stadt Rödental vereint die Wappen der drei Gemeinden Oeslau, Mönchröden und Einberg, die jetzt das Zentrum Rödentals bilden. Die drei roten Rosen in Silber entstammen dem Wappen der Ritter von Rosenau, zu deren Besitz Oeslau einst gehörte, der schwarze Abtstab dem Wappen des Klosters Mönchröden. Der rote Wellenbalken symbolisiert den durch das Gebiet fließenden Fluss Röden. In der eingeschweiften blauen Spitze wird durch die drei silbernen Mondsicheln an die Herren von Hanstein erinnert, in deren Besitz Einberg einst lag. |

### Städtepartnerschaften
- Eaton/Ohio, seit 1981[18]
- Schalkau (Thüringen), seit 1990

### Vertretungen auf höheren Ebenen
Die Stadt gehört zum Bundestagswahlkreis Coburg und zum
Stimmkreis Coburg (Stimmkreis 404) bei den Wahlen zum Bayerischen Landtag und zu den bayerischen Bezirkstagen.

## Bildungs-, Sozial und Gesundheitseinrichtungen

### Bildungseinrichtungen
- In Rödental gibt es eine Mittelschule in Oeslau, sowie je eine Grundschule in Einberg, Mönchröden und Oeslau.[20]
- Im Stadtgebiet sind insgesamt acht Kindergärten (davon ein Kinderhort) verteilt.[21]

### Sozialeinrichtungen
- Die örtliche Jugendpflege ist in der Domäne Oeslau ansässig, im sogenannten Jugendhaus Domäne.
- Am Mönchrödener Weinberg gibt es ein Jugendfreizeitzentrum des Kreisjugendring Coburg zum Übernachten von kleineren Gruppen. Außerdem gibt es ein Jugendheim der SG Rödental in Weißenbrunn vorm Wald, die sogenannte SG-Hütte.[22]
- Es gibt u. a. ein Seniorenzentrum der AWO und eine Seniorenresidenz, welche beide im Stadtzentrum gelegen sind.[23]

### Gesundheitseinrichtungen
- Mehrere Hausarzt- und Facharztpraxen sind am und in der Nähe des Bürgerplatzes, aber auch im weiteren Stadtgebiet, verteilt.[24] Des Weiteren gibt es drei Apotheken in relativ zentraler Lage.[25]
- Die nächstgelegenen Krankenhäuser befinden sich in Neustadt bei Coburg und in Coburg mit dem Klinikum Coburg.[26] Beide Krankenhäuser gehören zu den Regiomed-Kliniken. Außerdem gibt es in Rödental an verschiedenen Standorten Defibrillatoren von ASB und BRK.[27]
- Die Integrierte Leitstelle Coburg, mit Sitz in Ebersdorf bei Coburg ist zuständig für sämtliche Rettungseinsätze, insbesondere den Notarztdienst, Vermittlung des Krankenwagens sowie Alarmierung der Feuerwehr.

## Kultur, Sport und Sehenswürdigkeiten

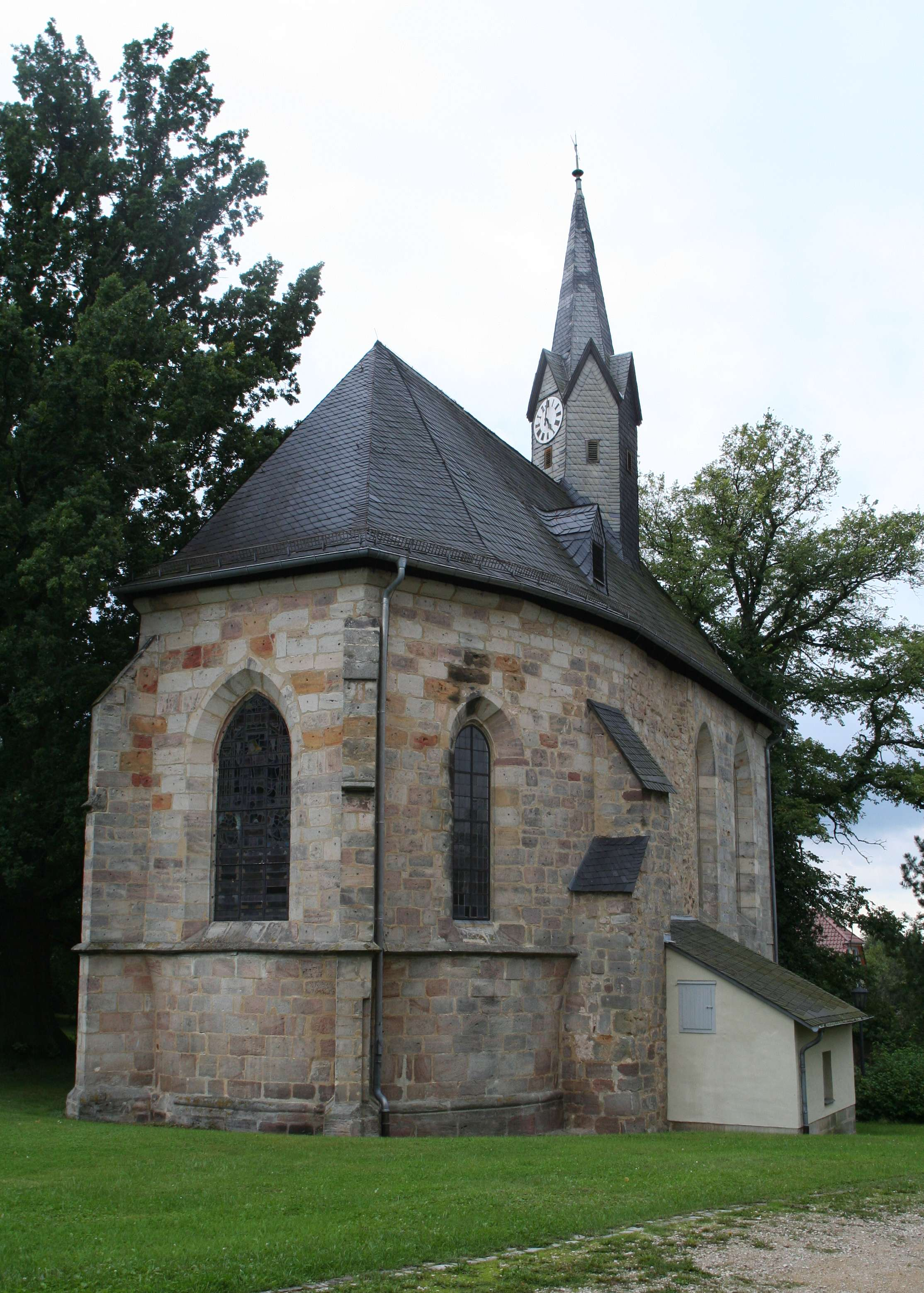
Christuskirche in Mönchröden

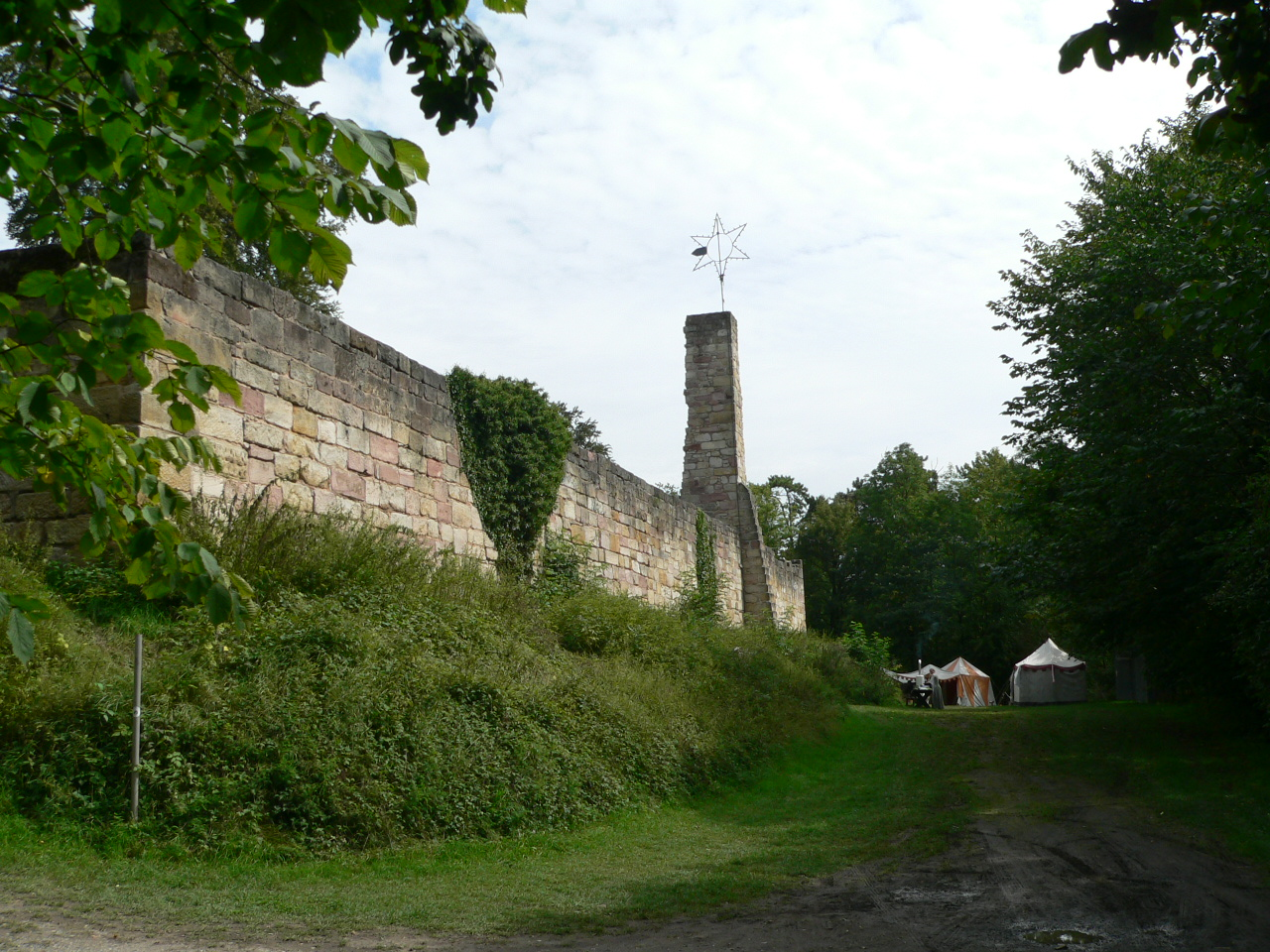
Lauterburg

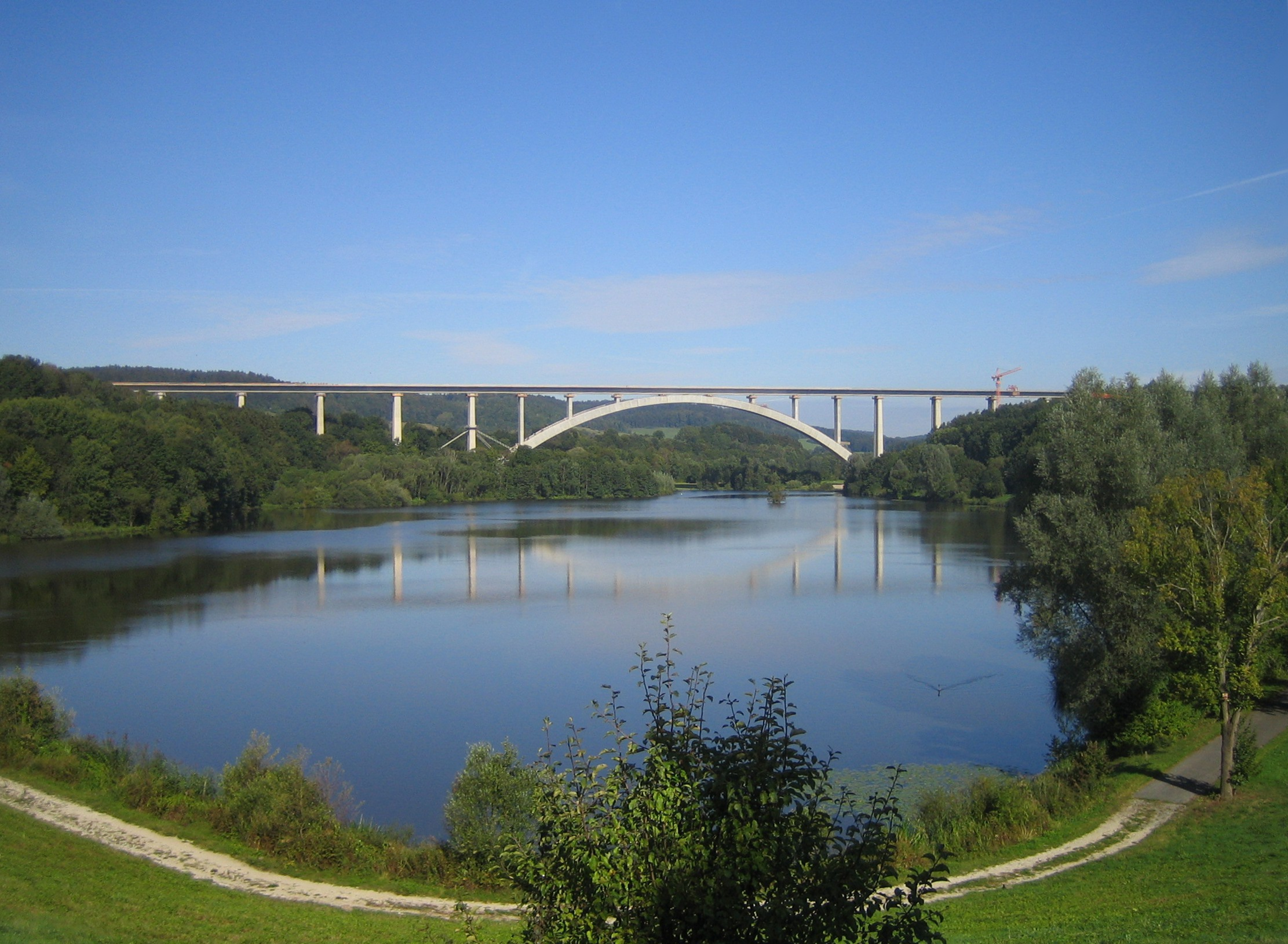
Die Talbrücke Froschgrundsee, August 2009

### Sehenswürdigkeiten
- Schloss Rosenau, die frühere Sommerresidenz der Coburger Herzöge, wurde 1439 erstmals urkundlich erwähnt. Dort wurde Prinz Albert, der spätere Gemahl der britischen Königin Victoria, geboren. Der Schlosspark Rosenau hat mehrere Rad- und Wanderwege rund um das Schloss, welches als Wahrzeichen der Stadt gilt. Das monatlich erscheinende Stadtmagazin ist nach Prinz Albert benannt. Das Cover des Magazins ändert sich nach einem Fotowettbewerb mit jeder Ausgabe.[28] Am Rand des Schlossparks, gegenüber der Orangerie, wurde 2008 das Europäische Museum für Modernes Glas eröffnet.
- Die Lauterburg ist eine Burgruine im Gemeindeteil Oberwohlsbach, die in den 1990er Jahren wieder hergerichtet und für den Publikumsverkehr begehbar gemacht wurde.[29]
- Die Domäne Oeslau, 1162 erstmals urkundlich erwähnt, liegt an der früheren Furt durch die Röden. Ihre Restaurierung erfolgte als bundesweites Pilotprojekt im Rahmen des Städtebauförderungsprogramms. Heute (Stand: 2022) befindet sich dort u. a. ein Biergarten. Außerdem findet dort der jährliche Weihnachtsmarkt statt, nachdem dieser zuvor am Bürgerplatz veranstaltet wurde.
- Der Froschgrundsee, ein 1986 eingerichteter und von Franz Josef Strauß eingeweihter, 23 Hektar großer Stausee dient der Hochwasserregulierung der Itz und ist ein Naherholungsgebiet. Vor der Deutschen Einheit erstreckte er sich bei Vollstau auch auf das Gebiet der DDR.
- Die Talbrücke Froschgrundsee, eine 2011 fertiggestellte Stahlbetonbogenbrücke, überspannt den Hochwasserspeicher auf fast 800 Meter Länge und in 60 Meter Höhe. Sie ist mit 270 Meter Bogenspannweite eine der größten Brücken dieser Art in Deutschland und gehört zur Bahnstrecke Nürnberg–Erfurt.
- Die spätgotische St.-Johannis-Kirche im heutigen Oeslau mit dem einzigen Zellengewölbe im Coburger Land wurde 1517 erbaut. 1601 erfolgte unter Herzog Johann Casimir die Stuckierung von Decke, Kanzel und Emporen in Formen der Spätrenaissance. Queen Victoria ließ ihre Hofkirche 1863 mit eigenen Mitteln gründlich renovieren, 1975 war die letzte Restaurierung.
- Burggraf Hermann von Meißen stiftete 1149 das Benediktinerkloster Mönchröden auf der Höhe des Lindenrangens über dem Tal der Röden. Davon sind noch das ehemalige Abtshaus, das ehemalige Refektorium (heutiges Gemeindehaus) und die ehemalige Klosterkirche, die heutige Christuskirche Mönchröden, erhalten.[30]
- Die Kirche St. Marien im Gemeindeteil Einberg stammt in ihrem Kern wohl aus dem 13. Jahrhundert.

### Sport
Der größte Sportverein ist die Sport-Gemeinschaft Rödental mit mehr als 1100 Mitgliedern in vielen verschiedenen Abteilungen. Die erste Herren-Mannschaft im Handball bildet aktuell eine Spielgemeinschaft und tritt in der Saison 2023/24 als HSG Rödental/Neustadt in der Landesliga Nord an. Die Heimspiele finden in der Franz-Goebel-Halle statt.
Zweitgrößter Verein ist der TSV Mönchröden mit zeitweise etwa 700 Mitgliedern in mehreren Abteilungen. Der TSV stellt die höchstklassige Fußballmannschaft der Stadt, die aktuell in der Landesliga Nordwest spielt (Stand: Saison 2022/2023). Die Heimspiele werden im Wildpark-Stadion ausgetragen. Von 1924 bis in die 1980er-Jahre betrieb der TSV Mönchröden mit der Schanze am Kulm und der Weinbergschanze zwei Skisprungschanzen, die heute nicht mehr bestehen.
Der Jugendfußball der Stadt ist in der JFG Rödental organisiert. Innerhalb dieser Fußballgemeinschaft haben die Vereine VfB Einberg, TSV Mönchröden, 1. FC Oberwohlsbach und die SG Rödental jeweils die A-, B-, C- und D-, Jugend zusammengelegt.
Insgesamt gibt es in Rödental 18 verschiedene Sportvereine mit teils langer Tradition.

### Baudenkmäler

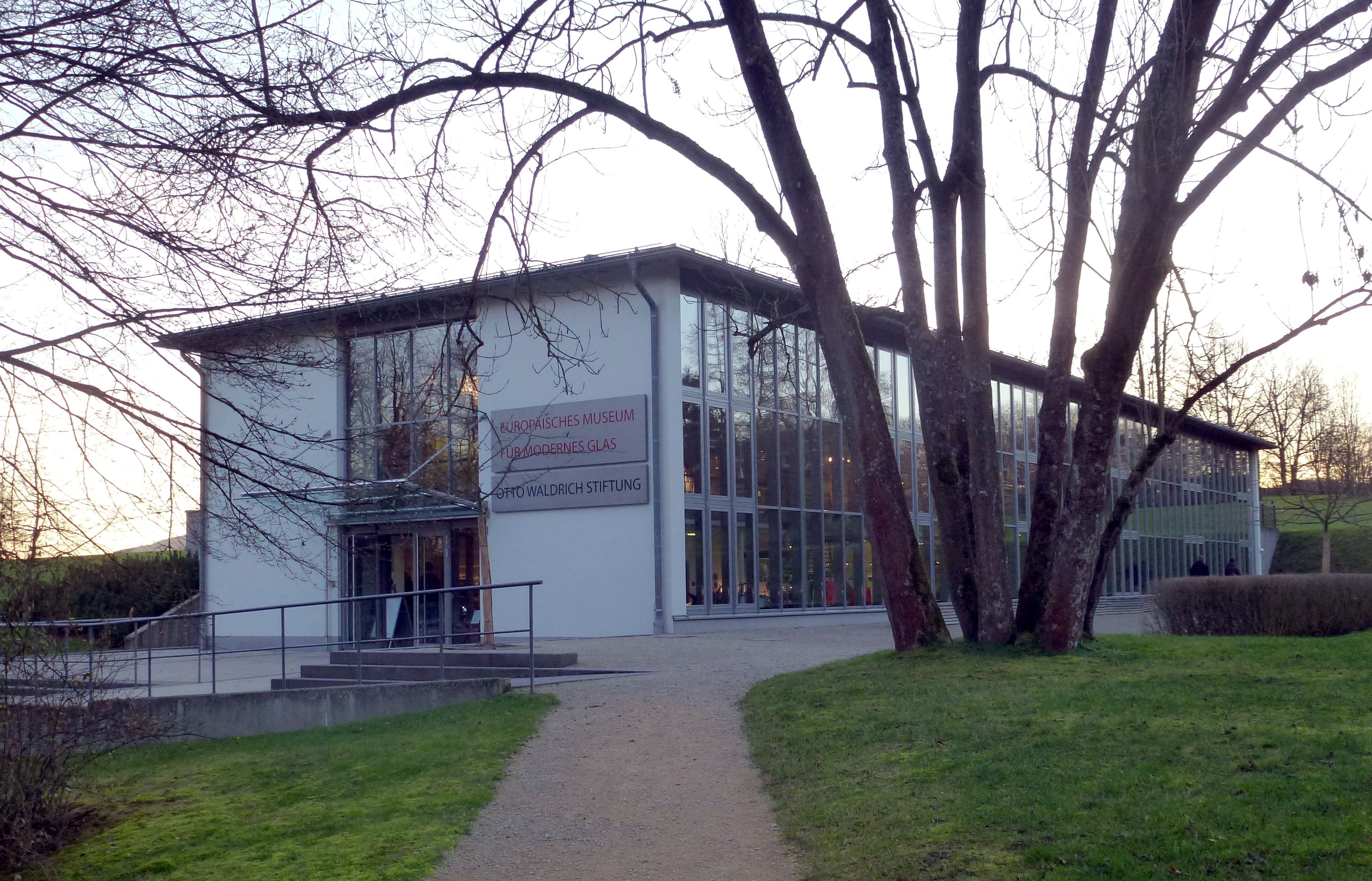
Europäisches Museum für Modernes Glas – errichtet durch die Otto Waldrich Stiftung

### Museen
- Schloss Rosenau (inkl. Führungen durch alle Räumlichkeiten des Schlosses)
- Europäisches Museum für Modernes Glas im Schlosspark Rosenau (Zweigmuseum der Kunstsammlungen der Veste Coburg)
- Heinrich-Schaumberger-Museum in Weißenbrunn vorm Wald

## Wirtschaft, Tourismus und Infrastruktur
Das Zentrum (Oeslau, Einberg, Mönchröden) ist überwiegend industriell geprägt (Porzellan/Keramik, Spielwaren/Puppen, Kunststoffverarbeitung), aber auch der Handel ist stark vertreten. So gibt es neben verschiedenen Einzelhändlern im Stadtgebiet, das Gewerbegebiet Oeslau-West, welches u. a. das Admira-Center für den Einzelhandel und die Möbelstadt Schulze für Möbel und Einrichtung beheimatet. Auf Teilen des Geländes des ehemaligen Annawerks entstand ab 2017 der sogenannte Anna-Park mit verschiedenen Einkaufsmöglichkeiten.
Etwa 7000 sozialversicherungspflichtige Arbeitsplätze gab es 2011 in der Stadt, die unter anderem in rund 140 Gewerbe- und Handwerksbetrieben sowie 170 Handelsgeschäften angesiedelt waren.
Der Gemeindeteil Blumenrod hat sich in den letzten Jahren mit der Deponie des Müllzweckverbandes, Wertstoffhof und -sortieranlage, Kunststoffwiederaufbereitungsanlage und weiteren Betrieben zum Zentrum für Abfallwirtschaft in West-Oberfranken entwickelt. Der städtische Wertstoffhof befindet sich jedoch aktuell vorübergehend im Gemeindeteil Oeslau.

### Ansässige Unternehmen
Überregional bekannte Wirtschaftsunternehmen mit Sitz in Rödental sind die Porzellanfabrik Goebel, die Puppenhersteller Zapf Creation AG und Götz Puppenmanufaktur International GmbH sowie das Elektrotechnikunternehmen Wöhner mit 400 Mitarbeitern. Die Goebel-Porzellanmanufaktur produziert inzwischen nicht mehr in Rödental. Die Herstellung der weltbekannten Hummelfiguren erfolgt durch die neu gegründete Gesellschaft Manufaktur Rödental.
Das 1857 errichtete Annawerk, das seit 1998 zur Saint Gobain-Gruppe gehört, stellt feuerfeste Keramik und seit 2005 Dieselrußpartikelfilter her. Dafür wurden ehemals stillgelegte Fabrikgebäude instand gesetzt. Saint Gobain war im Jahr 2007 mit 720 Mitarbeitern größter Arbeitgeber der Stadt. Ein großer Arbeitgeber ist auch die K S Raumpflegeservice GmbH. Sie beschäftigte im Jahre 2009 über 600 Mitarbeiter.
Die Stadtwerke Rödental versorgen die Bürger u. a. mit Internet, Strom, Fernwärme etc. und betreiben auch das städtische Hallenbad, genannt Rödenbad.

### Tourismus
In der Stadt gibt drei Hotels bzw. Gasthöfe und zahlreiche Ferienwohnungen (u. a. in Thierach), sowie mehrere Restaurants.
- Das traditionsreiche Hotel, und zugleich Brauerei-Gasthof, Grosch braut mehrere Biere, die in der Region Coburg und teils auch darüber hinaus bekannt sind.
- Das Hotel Alte Mühle in Oberwohlsbach (direkt an der Itz) wurde 1995 komplett renoviert und zum Hotel (inkl. Restaurant) umfunktioniert. Das vorherige Gebäude wurde 1902 auf den Fundamenten einer ehemaligen Mehl- und Sägemühle errichtet.[42]

Außerdem gibt es verschiedene Zeltplätze oder Stellplätze für Wohnmobile.
- Es gibt unter anderem den (Jugend-)Zeltplatz Sauloch in Spittelstein/Blumenrod, am Einberger Wald gelegen. Dieser lädt zur Wanderung in diesem ein mit zahlreichen Wanderwegen und kleineren Zielen oder „Sehenswürdigkeiten“ im Wald, wie etwa einem kleinen Wasserfall in der sogenannten „Sauloch-Klamm“ oder der sogenannten Teufelskanzel. Ein weiterer Zeltplatz ist in Fornbach.
- Stellplätze für Wohnmobile und Wohnwägen gibt es bei der ehemaligen Schweizerei, auf dem Festplatz Oeslau und am Froschgrundsee.

Rödental zählt zur Tourismusregion Coburg-Rennsteig auf dessen Internetseite auch einige Sehenswürdigkeiten der Stadt beworben werden. Durch die ansässigen Unternehmen gilt Rödental auch als Stadt der Keramik und der Puppen und wird u. a. auch so vermarktet.

### Verkehr
Der Neubau der A 73 wurde am 31. Oktober 2006 bis zur Stadtgrenze von Rödental für den Verkehr freigegeben und sorgt zusammen mit der Bundesstraße 4, der neuen Umgehungsstraße in Richtung Neustadt bei Coburg, für bessere Verkehrsverhältnisse in der Innenstadt.
Außerdem halten tagsüber stündlich Züge der Linie Nürnberg–Sonneberg in Rödental an drei Bahnhöfen bzw. Haltepunkten der Bahnstrecke Coburg–Ernstthal am Rennsteig: Rödental, Rödental Mitte und Mönchröden. In der Nacht gibt es in der Regel ein bis zwei Busverbindungen, die vom Coburger ZOB über Rödental nach Sonneberg fahren und so nachts den Nahverkehr abdecken.
Des Weiteren hat die Stadt Rödental zwei eigene Buslinien, die tagsüber innerhalb des Stadtgebiets die Gemeindeteile miteinander verbinden. Seit dem 4. November 2019 wird der Bahnhof Rödental unter der Woche auch viermal täglich von den Coburger Stadtbussen angefahren. An Sonn- und Feiertagen wird durch diese das Schloss Rosenau ebenfalls viermal am Tag angebunden. Alle Nahverkehrsprodukte sind seit dem 1. Januar 2024 in den Verkehrsverbund Großraum Nürnberg (VGN) und dessen Tarifsystem integriert.
2005 wurde Rödental bekannt durch den Bau einer Eisenbahnbrücke, der Itztalbrücke, als Teil der Schnellfahrstrecke Nürnberg–Erfurt, die bis Ende 2017 keinen planmäßigen Zugverkehr hatte und daher von der Bevölkerung auch als Soda-Brücke bezeichnet wurde.

## Dialekt
In Rödental wird Itzgründisch gesprochen, ein mainfränkischer Dialekt.

## Söhne und Töchter bzw. Persönlichkeiten der Stadt
- Albert von Sachsen-Coburg und Gotha (* 26. August 1819 auf Schloss Rosenau; † 14. Dezember 1861 auf Windsor Castle, Berkshire), Prinzgemahl von Königin Victoria
- Alfred Sauerteig (* 15. Oktober 1877 in Unterwohlsbach; † 1. Januar 1961 in Coburg), Kommunalpolitiker und Autor, Oberbürgermeister der Stadt Coburg
- Diethard Klante (* 3. Januar 1939 in Oeslau), Filmregisseur und Drehbuchautor
- Edwin Weber (* 2. August 1946 in Mönchröden; † 12. Februar 2020), Chemiker und Hochschullehrer
- Wolfgang Josef Fuchs (* 1955 in Mönchröden), Musiker, Musikpädagoge, Chorleiter und Komponist
- Marius Wolf (* 27. Mai 1995 in Coburg), aus Rödental (Einberg) stammender Fußball-Profi

## Sonstiges

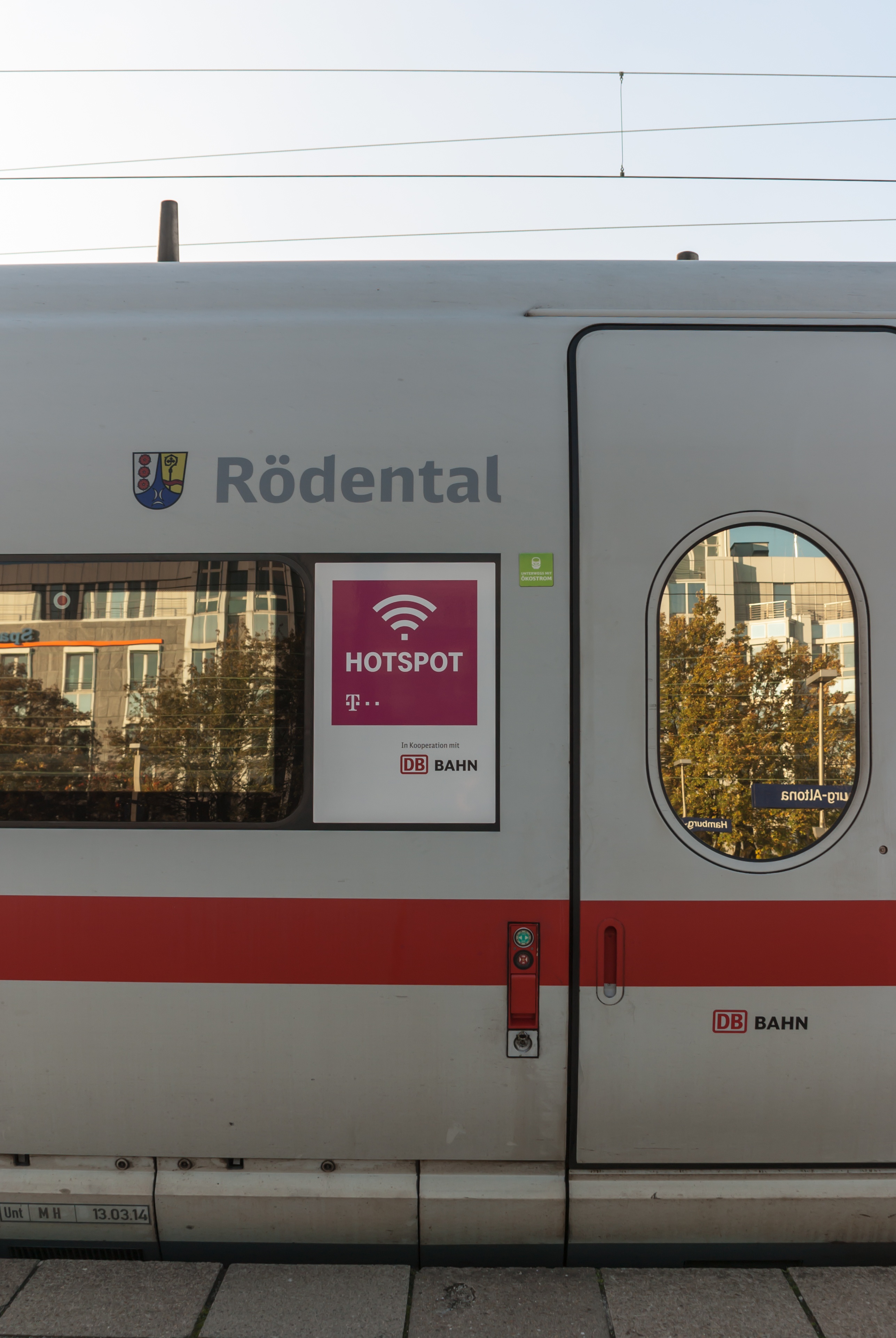
ICE T „Rödental“

- Am 13. Oktober 2012 befuhr der ICE T 2774 die Werrabahn von Lichtenfels bis Rödental. Bei einem einstündigen Aufenthalt im Bahnhof Coburg wurde der ICE unter Anwesenheit von Stadt- und DB-Prominenz auf den Namen Rödental getauft. Anschließend wurde der ICE im Bahnhof Rödental empfangen.

- Der Wochenmarkt auf dem Bürgerplatz findet in der Regel jeden Mittwoch statt. Der jährliche Rödentaler Weihnachtsmarkt und der Ostermarkt finden in der Domäne Oeslau statt.[47]

- Am Kulm (bzw. am Weinberg) in Mönchröden wurde 1924 die sogenannte Kulmschanze oder Schanze am Kulm, eine für heutige Verhältnisse eher kleine, aber damals recht beachtliche Schanze, eingeweiht, auf der bis zum Abriss der Schanze 1973 zahlreiche Wettbewerbe mit teilweise mehreren tausend Zuschauern (Spitzenwert: 12.000) und teils bekannten (z. B. Helmut Recknagel) oder bekannteren Sportlern durchgeführt wurden.[48] Zeitweise gab es auch eine zusätzliche, etwas kleinere Trainingsschanze, die Weinbergschanze. Eine Tafel mit ausführlichem Text in der Nähe der vormaligen Schanze erinnert an das Skispringen in Mönchröden.

- In den letzten Jahren wurden drei neue Kreisverkehre mit markanten Statuen/Figuren in der Mitte errichtet: In Mönchröden steht ein Benediktiner-Mönch in Bezug auf das ehemalige Kloster, in Einberg eine große Kugel mit einem Logo einer ortsansässigen Firma und in Oeslau der Wanderbub, eine bekannte Figur der Firma Goebel und eines der Wahrzeichen der Stadt.

- Die jährlichen Sonnwendfeuer finden auf dem Horeb (Hügel in Mönchröden/Rothenhof; östlicher Weinberg) sowie dem Höhn (Hügel in Waldsachsen) statt.